# 담분 나마
담분 나마(하우사어: dambun nama) 또는 가바 가바(자르마어: gaba gaba)는 나이지리아와 니제르를 비롯한 서아프리카 지역의 전통 고기 요리이다.

## 이름
하우사어에서는 명사 "담분 나마(dambun nama)"는 명사 "담부(dambu)"에 복합명사를 만드는 접사 "-ㄴ(-n)"을 붙이고 "고기"를 뜻하는 명사 "나마(nama)"를 연결한 말로, "고기 담부"라는 뜻이다.

## 만들기
닭고기나 쇠고기, 양고기 등을 쓸 수 있다. 고기를 스코치보닛고추, 마늘, 생강, 양파 등 향신채 및 국물 큐브, 수야 스파이스 등 향신료와 함께 물에 삶는다. 고기가 잘 익고 국물이 다 졸아 사라지면, 찢은 고기처럼 될 때까지 나무막대기나 나무주걱 등으로 한 방향으로 젓는다. 기름을 붓고 다진 향신채와 향신료를 더 넣은 다음, 고기에서 물기가 다 빠질 때까지 천천히 튀긴다. 다 튀겨지면 체에 받치고 절구 등 무거운 것으로 눌러 기름을 완전히 뺀다. 기름이 완전히 빠진 고기를 손으로 흐트러트리면 담분 나마가 된다.

## 같이 보기
- 러우쑹
- 아본